# التنازل عن العرش
التنازل هو فعل التخلي عن السلطة الملكية رسمياً. لعب التنازل الأدوار المختلفة في إجراءات الخلافة في الأنظمة الملكية. في حين أن بعض الثقافات نظرت إلى التنازل عن التخلي عن الواجب تمامًا، في المجتمعات الأخرى (مثل استعراش مييجي لليابان)، كان التنازل عن الأحداث حدثًا منتظمًا، وساعد في الحفاظ على الاستقرار أثناء الخلافة السياسية.

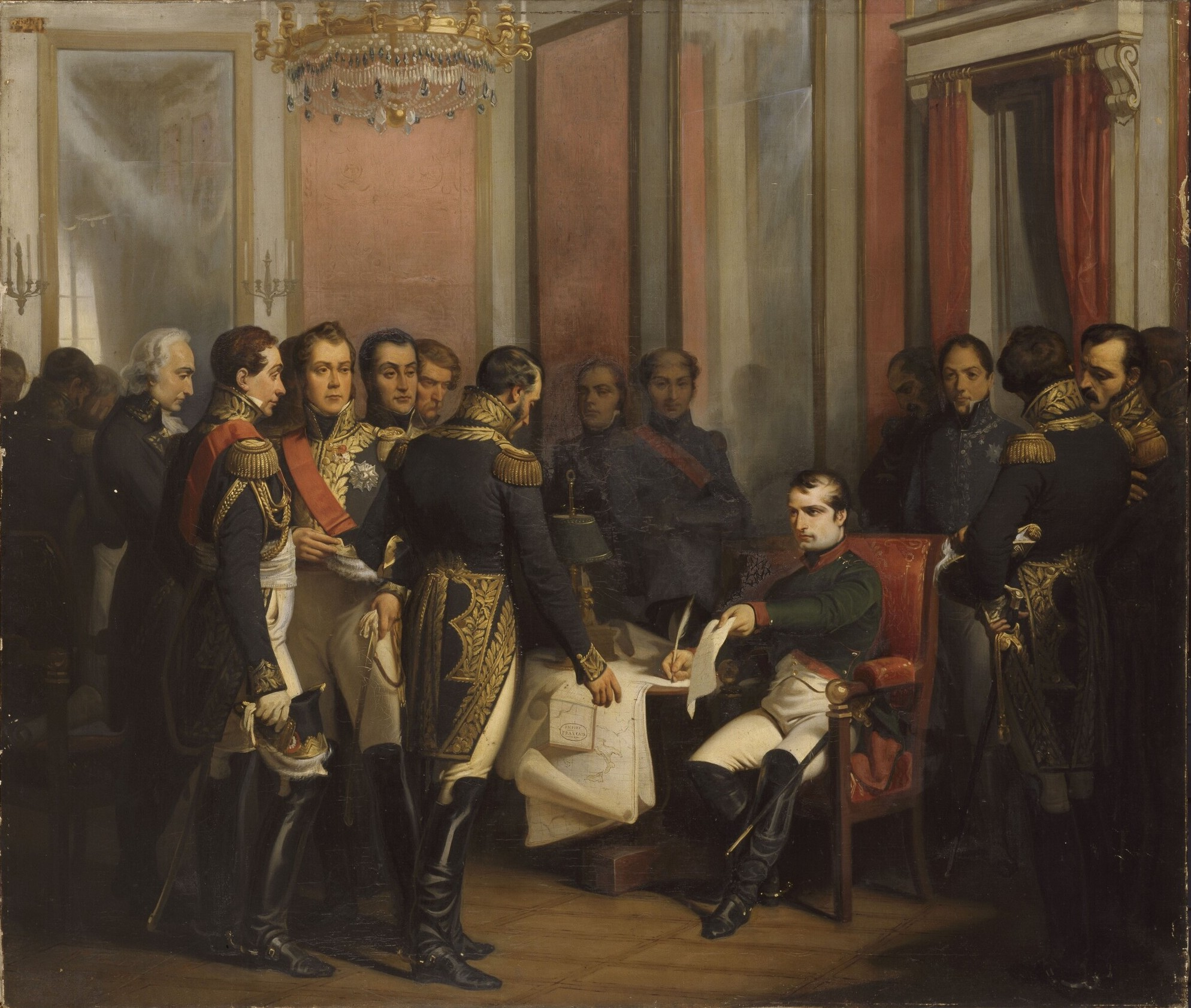
أول تنازل لنابليون، تم التوقيع عليه في قصر فونتينبلو في 4 أبريل 1814

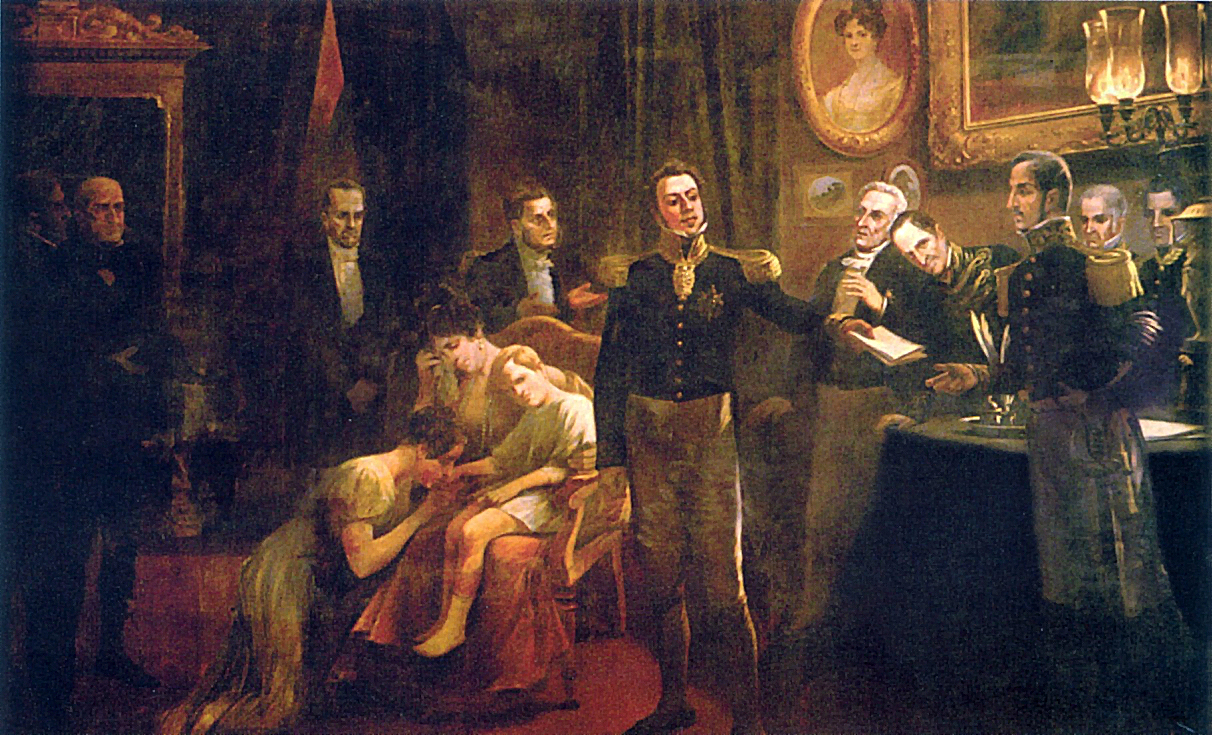
الدون بيدرو الأول، مؤسس وإمبراطور إمبراطورية البرازيل، سلّم خطاب تنازله في 7 أبريل 1831

تاريخيا، حدث التنازل على حد سواء بالقوة (حيث النهج السائد أجبر على التنازل عن العرش تحت طائلة الموت أو عواقب وخيمة أخرى) وطواعية. يُحكم على بعض الحكّام بالتخلي عن السلطة غيابياً، وإخلاء العرش، وبالتالي وضعهم في السلطة، على الرغم من أن هذه الأحكام صدرت عمومًا من قِبل خلفاء لهم مصلحة خاصة في رؤية العرش يتنازل عن العرش، وغالبًا دون أو على الرغم من المدخلات المباشرة للعاهل المتنازل عن العرش.
في الآونة الأخيرة، بسبب الطبيعة الاحتفالية إلى حد كبير للريجنت في العديد من الملكيات الدستورية، تنازل العديد من الملوك بسبب تقدمهم في السن، مثل ملوك إسبانيا وكمبوديا وهولندا واليابان والبابوية.

## أمثلة تاريخية
في بعض الثقافات، كان التنازل عن الملك ينظر إليه باعتباره تخليًا عميقًا وصادمًا عن الواجب الملكي. نتيجة لذلك، عادة ما يتم التنازل عن العرش في أكثر الظروف قسوة من الاضطرابات السياسية أو العنف. بالنسبة للثقافات الأخرى، كان التنازل عن العنصر الأكثر روتينية للخليفة.

### الإمبراطورية الرومانية
من بين أبرز تنازلات العصور القديمة عن لوسياوس كورنيليوس سولا، الدكتاتور، في 79 ق.م. الإمبراطور دقلديانوس في عام 305 ميلادي؛ والإمبراطور رومولوس أوغسطس في عام 476 م.